# Tour de l'Horloge (Dinan)
Pour les articles homonymes, voir Tour de l'Horloge.
Le beffroi dit  Tour de l'Horloge de Dinan, est une tour construite à la fin du XVe siècle, située rue de l'Horloge à Dinan dans le département des Côtes-d'Armor en Bretagne

## Historique
Le premier gouverneur de la ville sera nommé par le duc Jean III de Bretagne en 1340, période de développement de la ville et de la construction des fortifications.
Un peu plus tard, la ville est administrée par un conseil de notables avec à sa tête un procureur des bourgeois représentant de la communauté et garant des privilèges. Cette assemblée vote les impôts et organise les grands travaux. Sous le règne du duc François II de Bretagne (1458-1488), le conseil des notables décide de la construction d'un bâtiment, pour servir de salle de réunion, sauf les Grandes réunions qui se  tiennent dans la salle capitulaire du couvent des Jacobins, et  de conservation des archives, ainsi que de tour de guet en prévention des incendies trop fréquents dans la ville. C'est Jehan II de Rosnyvinen, seigneur de Vaucouleurs alors gouverneur de la ville (1471-1481) qui en pose la première pierre dans la rue de la Corduennerye. Vingt ans plus tard, en 1500 la Duchesse Anne de Bretagne ordonne à son représentant, gouverneur de la ville : le vicomte de Rohan, l'installation d'un présidial et octroie par lettres patentes en 1507 la permission de poser une horloge dans la tour communale, élevant celle-ci au rang de beffroi, avec l'installation d'une cloche dont elle est la marraine et Monsieur de Rohan le parrain. La cloche de 2,452 kg, reçoit le prénom de Anne. Elle tintera de ce jour à l'an 1906, date à laquelle elle sera fondue et refaite à l'identique avec un nouveau nom: Duchesse Anne. La Noguette sonnera pour réunir le conseil municipal jusqu'en 1880 et en 1907 pour le dernier grand incendie que la ville ai connu.
Dinan devient après Rennes et Fougères, la troisième ville de Bretagne à posséder un beffroi. L'horloge fabriquée en 1498 par Hamzer, horloger nantais d'origine allemande, lui fut commandée par la municipalité en 1505 et installée en même temps que la cloche. Elle sera changée en 1657 et arrêtée en 1847. Conscient de sa valeur historique, Luigi Odorici, conservateur du Musée de Dinan et bibliothécaire, l'intègre alors aux collections du musée municipal. 
Elle restera le siège de la Municipalité jusqu'à la Révolution qui par la suite se déplacera au gré des événements locaux, pour s'installer en 1817 à la place de l'Hôpital hospice.
Le beffroi, au sommet duquel on découvre depuis sa plateforme circulaire, un point de vue panoramique sur la ville de Dinan, est ouvert au public en 1932, par son maire Michel Geistdoerfer. Le passage qui relie la rue de l'horloge à la Place du Guesclin fut ouvert en 1984. Ce n'est plus le bâtiment le plus haut de la ville, puisqu'il est supplanté dans ce rôle par le clocher de l'église Saint-Sauveur, qui culmine à 60 mètres. L'horloge sonne toujours tous les quarts d'heure, les demi-heure, et les heures.
La tour de l'horloge est classée au titre des monuments historiques depuis le 28 décembre 1910.
On peut admirer le mécanisme de l'horloge au rez-de-chaussée, ainsi que la cloche Duchesse Anne.

## Description
La base de l'édifice est de plan carré de 8 mètres de côté et à partir du 4e étage devient octogonal. Les fenêtres offre des cous-sièges et les pièces sont garnies de petites cheminée. La toiture à pans coupés est surmontée d'une flèche recouverte en ardoise de Sizun. On accède à la tour par l'escalier à vis de la tourelle mitoyenne à la façade Ouest qui est elle-même surmontée d'une toiture en demi poivrière à pans coupés et à double pente.

## Les cinq cloches
Cet édifice contient cinq cloches :
- Une petite cloche datée de 1823, fondue par "Veuve Guillaume Viel", l'actuelle fonderie Cornille-Havard de Villedieu-les-Poêles. Elle est déposée, mais équipée pour sonner à la volée (battant & joug), près du mouvement d'horloge et donne le Ré4. Elle pèse environ 170 kg.
- Noguette, la plus petite des quatre cloches installées sous la coiffe de la tour est une cloche Gothique. Elle donne un Sol4 très approximatif, a un diamètre de 450 mm et pèse environ 55 kg. Elle ne sonne jamais, car elle est fixe et n'a pas de tinteur.
- Françoise, la Petite cloche des quarts pèse 121 kg pour 590 mm de diamètre. Elle sonne tous les quarts, demies, avant-quarts et heures avec la Grosse cloche des quarts. Elle donne un Fa4.
- Jacqueline, la Grosse cloche des quarts pèse 154 kg pour 640 mm de diamètre. Elle sonne tous les quarts, demies, avant-quarts et heures avec la Petite cloche des quarts. Elle donne un Mi4.
- Duchesse Anne, la Cloche des Heures,  (elle s'appelait Anne entre 1507 et 1905), refondue (avec le même métal) en 1905 par la maison Wauthy de Douai, en copie quasi-conforme de la cloche de 1507, pèse 2,355 kg pour 1,585 mm de diamètre. Elle donne le Do3 avec cependant une quarte virtuelle très puissante, ce qui donne l'impression d'entendre Do3 et Fa3 simultanément. Elle marque d'un coup chaque heure.

Les trois cloches équipées de système de tintements donnent l'heure exacte de 7h00 à 22h00 inclus grâce à un tableau de commande radio-synchronisé sur l'heure de l'émetteur d'Allouis.

## Informations pratiques
- Ouverture:
  - du 1er avril au 31 mai de 14 heures à 18 heures 30
  - du 1er juin au 30 septembre de 10 heures à 18 heures 30

## Mécanisme Hamzer

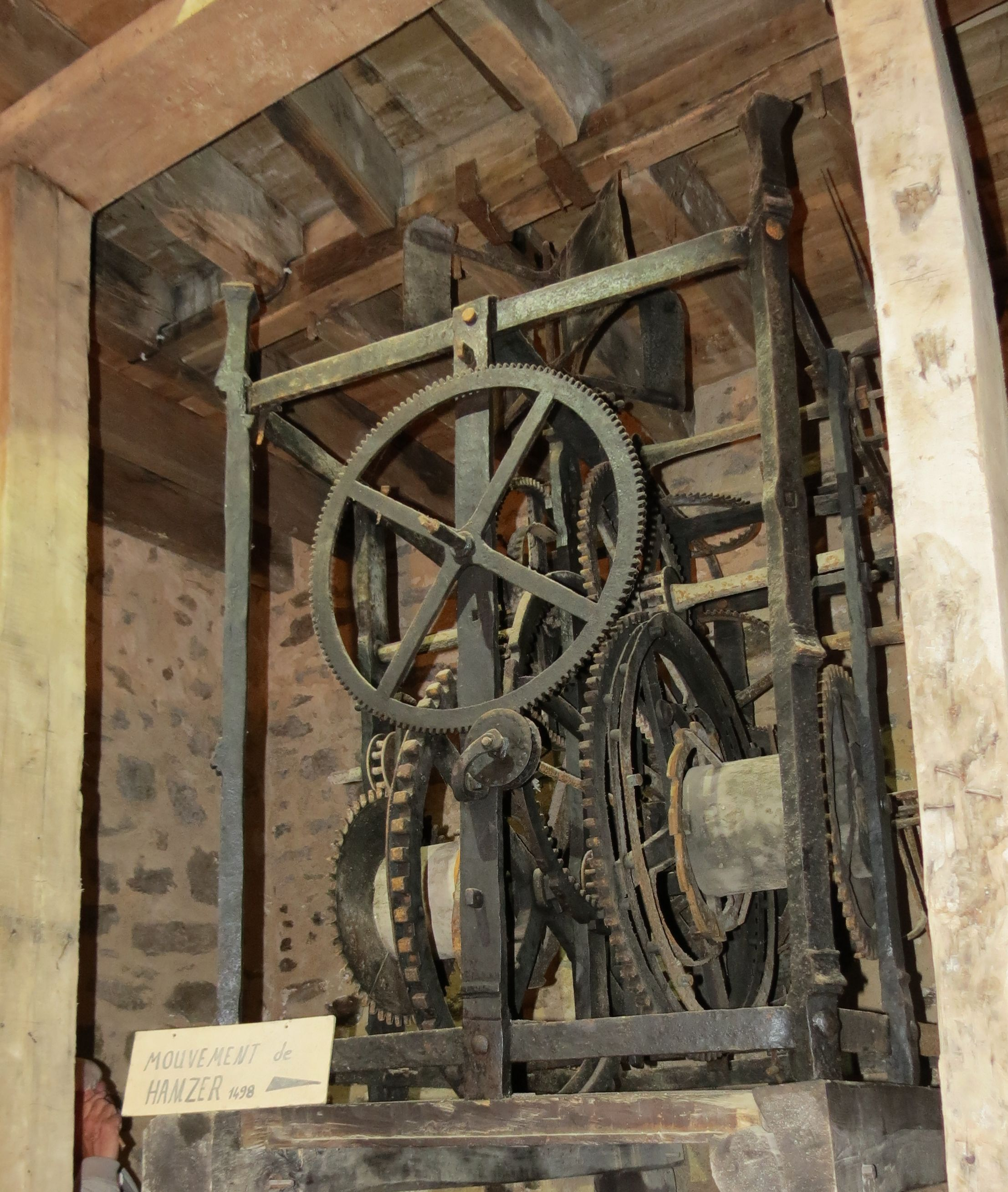
Mouvement de l'horloge de 1498, présenté au rez-de-chaussée de la Tour de l'Horloge

- Mécanisme Hamzer de 1498. Le mécanisme Hamzer est intégré aux collections du Musée de Dinan à la fin des années 1840, il est donc protégé par l'appellation Musée de France.